# 3Cat
3Cat (también llamado TREScat o 3ALaCarta) es la fusión digital entre los diferentes medios que forman parte de la Corporación Catalana de Medios Audiovisuales (CCMA): Televisión de Cataluña (tomando el 3 de TV3) y Catalunya Ràdio, que pasa a llamarse CatRàdio (Cat).
Esta nueva marca de contenidos audiovisuales en catalán relevará las marcas mencionadas Televisió de Catalunya y Catalunya Ràdio antes de que finalice el actual mandato de la CCMA en 2028.
El objetivo es reformular la estructura clásica de televisión y radio, ya que añade los pódcast, los videopodcasts y programas de televisión exclusivos, y se transforma en una fábrica de contenidos para convertirse en una marca única.

## Historia
En diciembre de 2022 se presentó el Plan Estratégico bajo el lema "Conectamos para llegar a todo el mundo", que señalaba como objetivo este cambio del nombre empresarial e institucional y que se convertiría también en la marca de relación directa con la audiencia. La nueva imagen se dio a conocer públicamente en una rueda de prensa celebrada el 7 de mayo de 2023.
El 30 de octubre del mismo año se puso en funcionamiento la nueva plataforma digital de 3Cat, que sustituyó el servicio de vídeos a demanda 3alacarta y la aplicación móvil de TV3.

## Contenido original
Series:
- Jo mai mai
- Això no és Suècia
- Com si fos ahir
- La mirada de la Fiona
- Les de l'hoquei
- Nit i dia
- Merlí
- Bojos per Molière
- La Academia
- Si no t'hagués conegut
- Porca misèria
- Plats bruts
- Moebius
- Polseres vermelles
- El cor de la ciutat
- La Riera
- Ventdelplà
- Nissaga de poder
- Laberint d'ombres
- Poblenou
- Estació d'enllaç
- Oh! Europa
- La Granja
- Teresina S.A.
- Gran Nord
- El crac
- Cites
- Cites Barcelona
- La Fossa
- L'última nit del karaoke
- Les veus del Pamano
- Pop ràpid
- Buga Buga
- Infidels
- Si no t'hagués conegut
- Setze dobles
- Àngels i Sants
- Jet lag
- Lo Cartanyà
- Patates rosses
- Mecanoscrit del segon orígen

Series de animación:
- Arròs covat
- Heavies tendres
- Roni
- Jokebox
- 240, el nen clònic
- Patatamón

Podcasts
- El nou paradigma
- La turra
- Popap
- Spursito & Company
- Terra cremada
- El mar, El mur
- Ets un motivat
- Avui és Tàpies
- Que no surti d'allà!
- Futbol Modest
- Debrífing Garbo
- À la ville de… París
- L'ofici de viure
- Futbolcat
- Missió Mart
- La segona volta
- Talents
- Drama iCat
- Comarcal 947 2
- La torre de vidre
- L'última bruixa